# 櫻井麻美 (ボウリング)
櫻井 麻美（さくらい あさみ、1990年2月2日 - ）は、神奈川県出身のプロボウラー。JPBA第45期生、ライセンスNo.496（2012年交付）。身長164cm、血液型O型、右投げ。用具契約はSTEELSPORTS（ウェアのみ）。湘南モノレール株式会社所属。

## 人物
高校2年生の時にグリコセブンティーンアイス杯東日本大会でジュニア女子の部3位に入賞。大学入学後は当時の所属先である湘南ボウルでアルバイトを始め、全日本ボウリング協会でも活動する。2012年にプロテストに合格。
BS日テレの『ボウリング革命 P★League』（以下Pリーグ）に第46戦（第2シーズン）より参戦。キャッチフレーズは『湘南のゴージャスボウラー』。シーズン開幕直前に行われた6ショットチャレンジで19位以下(50)となり、デビュー戦はDVD第8弾発売後（2013年11月30日）の第47戦に。1回戦Eグループの試合（BS日テレで2013年12月27日放送）でスコアは218で1位の西村美紀の233に及ばず、1回戦敗退となった。初勝利は4戦目の第50戦で共に優勝経験者の松永裕美と大石奈緒との対戦にて。
アマチュア時代にPリーグで姫路麗を見て大ファンになり、番組の観覧に当選した際に姫路から「いつかPリーグにでられるようになるといいね」と声をかけられた。「憧れの姫路プロとPリーグで対戦したい」と語っていた。
好きな歌手は浜崎あゆみ。
2015年2月8日に結婚。。
2021年3月28日に所属先の湘南ボウルが閉鎖となったため、湘南モノレール株式会社に変更となった。
2023年より長年の用品契約先だったABSアメリカンボウリングサービスからSTEELSPORTSに変わった。

## 成績

### アマチュア時代
- グリコセブンティーンアイス杯東日本大会 ジュニア女子の部 3位

### プロ入り後

#### 2013年
- JLBCクィーンズオープン 6位

#### 2014年
- KIRIN Cup 第30回六甲クイーンズオープントーナメント 15位
- 2014プロボウリングレディース新人戦 準優勝
- ROUND1CupLadies2014 11位
- JLBCクィーンズオープン 7位

#### 2015年
- グリコセブンティーンアイス杯第3回プロアマボウリングトーナメント 16位
- 第10回MKチャリティカップ 8位

#### 2016年
- 関西オープン 20位
- 第32回六甲クィーンズオープントーナメント 14位
- 中日杯2016東海オープン 12位